# Zhongcun (sockenhuvudort i Kina, Yunnan Sheng, lat 27,80, long 100,21)
Zhongcun (kinesiska: 中村, 洛吉, 洛吉乡) är en sockenhuvudort i Kina. Den ligger i provinsen Yunnan, i den sydvästra delen av landet, omkring 390 kilometer nordväst om provinshuvudstaden Kunming. Antalet invånare är 4 724. Befolkningen består av 2 110 kvinnor och 2 614 män. Barn under 15 år utgör 20,0 %, vuxna 15-64 år 72 %, och äldre över 65 år 6,0 %.
Runt Zhongcun är det glesbefolkat, med 14 invånare per kvadratkilometer. Det finns inga andra samhällen i närheten. I omgivningarna runt Zhongcun växer i huvudsak blandskog.
Genomsnittlig årsnederbörd är 832 millimeter. Den regnigaste månaden är juli, med i genomsnitt 302 mm nederbörd, och den torraste är november, med 1 mm nederbörd.